# Melisa Gretter
Melisa Paola Gretter (Rafaela, provincia de Santa Fe, 24 de enero de 1993) es una jugadora de baloncesto argentina que juega en la posición de base en el Araski AES de la Liga Femenina de baloncesto. Además, forma parte de la selección argentina absoluta.

## Biografía deportiva
Melisa hizo las infantiles en el club Peñarol de Rafaela, luego comenzó en Ben Hur de Rafaela donde jugó durante el 2010, más tarde pasó por Unión Florida y estuvo dos años consecutivos. En el equipo bonaerense disputó no solo la Liga Metropolitana sino también el Campeonato Argentino de Clubes Femenino del 2012, donde el equipo fue campeón.
Gracias a su compañera de selección, Gisela Vega pudo hacer realidad el sueño de jugar en Europa, concretamente en la Liga Femenina Española. Su equipo fue el Stadium Casablanca Mann Filter para la temporada 2013-14. En el transcurso de esa temporada, en la jornada 10 fue elegida junto a su compatriota y compañera de equipo, Gisela Vega en el quinteto ideal de la Liga.
Durante el verano español del 2014, cuando la liga española ya había terminado, se reincorporó a Unión Florida de Argentina para disputar el Federal Femenino en dicho país. Tras un gran torneo, el equipo logró hacerse con el título, y entre otras cosas, Melisa tuvo una gran actuación, tal es el caso que fue considerada MVP de la fase final.
Al año siguiente regresa a la Argentina, para sumarse a Unión Florida en la novedosa competencia SuperLiga Femenina y para el siguiente Torneo Federal Femenino. En el primer torneo mencionado, Melisa termina siendo una jugadora fundamental para que su equipo se consagrase campeón, tal es así, que obtuvo el premio a la mejor jugadora de la final.
En septiembre del 2015, tras haber sido campeona en Argentina, emigra a Brasil para formar parte del Corinthianas Americana Basketball, equipo, hasta ese momento, bicampeón y que además participaba en el hexagonal final de la Liga Sudamericana de Clubes. En el nombrado torneo jugó cuatro partidos, 65 minutos y convirtió 6 de 17 dobles, 1 de 6 triples, no lanzó libres, capturó 5 rebotes defensivos, 3 ofensivos y dio 14 pases. El equipo logró el campeonato, siendo el primero para Melisa de esta índole.
En el campeonato brasilero, el Corinthians Americana fue subcampeón tras perder la final ante el Sampaio Corrêa. Melisa terminó la temporada con un promedio de 22 minutos jugados, 6,2 puntos por partido, 3,1 rebotes y 3 asistencias sobre 27 partidos jugados.
En marzo de 2017 confirma su vuelta a Unión Florida para afrontar la Liga Femenina de Básquetbol de 2017. Se sumó al equipo una vez terminada su participación en la liga de Brasil. El 2 de abril de 2017 participó en el juego de las estrellas de la liga brasileña. En mayo se consagró campeón de dicha liga con el Corinthians.
Tras el paso por Argentina volvió a Brasil donde fichó en el Vera Cruz Campinas. En ese equipo jugó 25 partidos, promediando 33 minutos, 10,7 puntos, 5,9 rebotes y 4,9 asistencias, siendo la jugadora más valiosa del mismo en la final del torneo, ante Sampaio Basquete, y proclamándose campeón del mismo.
En 2018 nuevamente juega para Unión Florida, en el segundo torneo de la Temporada 2018 de la Liga Femenina de Básquetbol. Tras disputar la temporada 2022-23 en el Club Estudiantes de Baloncesto de la Liga Española, con una estadística en el año de 24 partidos con 7 puntos, 4,2 rebotes, 4,9 asistencias y 1,6 robos de media, el Araski AES anunció su fichaje para la temporada 23-24.

### Selección nacional
Melisa había participado en las convocatorias para los seleccionados juveniles desde las sub-15  hasta la sub-, incluyendo un paso destacado en la sub-17 donde además participó del Mundial 2010. Más tarde participó en el Mundial 2011 en la categoría sub-17, y luego se produjo su debut en la selección mayor.
En el Preolímpico de Neiva en 2011 se produjo el debut de Melisa en la selección mayor ante Chile en su primer partido. Argentina terminó en el segundo puesto y debió disputar el repechaje olímpico, otro certamen en el que Melisa participó. Además de los ya mencionados, ya es recurrente en el equipo y participa en los certámenes que FIBA Américas organiza.
En 2024 la Federación Internacional de Baloncesto la incluyó entre las "diez jugadoras a observar" del Campeonato Sudamericano de Baloncesto Femenino de 2024, señalando que la jugadora es «el motor de la ofensiva argentina por su capacidad para distribuir el balón y porque involucra a todas sus compañeras», remarcando que en el Campeonato Sudamericano de 2022 fue la máxima asistidora con 7,8 asistencias por juego y en la AmeriCup 2023 compartió la cima de esa estadística con 6,0 pases-gol por partido. Durante el tercer partido de la FIBA AmeriCup femenina de 2025 Gretter se convirtió en la máxima asistidora de la historia de la competencia, con un total (hasta ese momento) de 119 asistencias, superando la marca de Ineidis Casanova, de Cuba, con 116.

## Trayectoria
Divisiones menores
- Peñarol de Rafaela
- Ben Hur
- Unión Florida

Como deportista absoluta
- Unión Florida (Liga metropolitana) (2011-2012)
- Mann-Filter (Liga Femenina) (2013-14)
- Unión Florida (Federal Femenino) (2014)
- Mann-Filter (Liga Femenina) (2014-15)
- Unión Florida (SuperLiga) (2015)
- Corinthians Americana (LBF) (2015-2017)
- Unión Florida (LFB) (2017)
- Vera Cruz Campinas (LBF) (2017-2018)
- Unión Florida (LFB) (2018)
- Estudiantes (Liga Femenina) (2020-2023)
- Kutxabank Araski AES (Liga Femenina) (2023-presente)

## Estadísticas

### En selección nacional
| Equipo    | Torneo                 | PJ | Pts | Min | Dobles | Dobles | Triples | Triples | Libres | Libres | Rebotes | Rebotes | As |
| Equipo    | Torneo                 | PJ | Pts | Min | C      | L      | C       | L       | C      | L      | Def     | Of      | As |
| --------- | ---------------------- | -- | --- | --- | ------ | ------ | ------- | ------- | ------ | ------ | ------- | ------- | -- |
| Argentina | Preolímpico 2011       | 6  | 14  | 54  | 2      | 6      | 3       | 12      | 1      | 2      | 4       | 1       | 4  |
| Argentina | Panamericanos 2011     | 4  | 35  | 50  | 4      | 11     | 7       | 15      | 6      | 8      | 4       | 2       | 5  |
| Argentina | Repechaje JJ. OO. 2012 | 4  | 41  | 74  | 5      | 15     | 9       | 20      | 4      | 5      | 9       | 1       | 4  |
| Argentina | Sudamericano 2013      | 5  | 40  | 137 | 7      | 18     | 7       | 21      | 5      | 6      | 12      | 4       | 24 |
| Argentina | Premundial 2013        | 4  | 26  | 111 | 5      | 12     | 4       | 21      | 4      | 6      | 10      | 1       | 25 |
| Argentina | Sudamericano 2014      | 5  | 39  | 154 | 6      | 11     | 8       | 25      | 3      | 5      | 17      | 4       | 22 |
| Argentina | Premundial 2015        | 6  | 41  | 165 | 14     | 32     | 3       | 10      | 17     | 42     | 21      | 3       | 25 |
| Argentina | Sudamericano 2016      | 5  | 36  | 145 | 8      | 18     | 5       | 20      | 5      | 6      | 13      | 7       | 27 |
| Argentina | Preolímpico 2016       | 4  | 21  | 84  | 5      | 13     | 2       | 11      | 5      | 6      | 9       | 1       |    |

## Palmarés
- Campeona del Torneo Argentino de clubes de 2012 con Unión Florida.
- Campeona del Federal Femenino de 2014 con Unión Florida.
- Campeona de la SuperLiga Femenina de 2015 con Unión Florida.
- Campeona de la Liga Sudamericana de 2015 con el Corinthians Americana.
- Campeona de la Liga de Basquete Feminino, temporada 2016-17 con el Corinthians Americana.
- Campeona de la Liga Femenina de 2017 con Unión Florida.
- Campeona de la Liga de Basquete Feminino, temporada 2017-18 con el Vera Cruz Campinas.
  - Elegida como la MVP de las finales de ese torneo.